# Iglesia de los Carmelitas (Viña del Mar)
La Iglesia de los Carmelitas es un templo católico de estilo gótico ubicado en Avenida Libertad entre 4 y 5 Norte, en la ciudad de Viña del Mar, Chile, perteneciente a la Orden de los Carmelitas Descalzos.

## Historia
En el año 1903 los Carmelitas adquirieron un terreno en la Población Vergara para la construcción de una capilla y un convento, que se materializó cuando en 1905 se creó la comunidad de los Padres Carmelitas en Viña del Mar. El terremoto de 1906 destruyó la capilla y dejó con serios daños al convento.
En 1926 se inauguró, en el mismo sitio, la iglesia definitiva, que fue erigida en parroquia en el año 1966 bajo la advocación de Nuestra Santísima Madre del Carmen. A un costado funcionó la Escuela Carmelitana, creada en 1931.
Daños en la estructura dejados por el terremoto de 1985 y el de 2010 dejaron a la iglesia cerrada mientras se realizaba la reparación, trabajos que terminaron en diciembre de 2010.